# Oradour (Charente)
Oradour ist eine französische Gemeinde mit 155 Einwohnern (Stand: 1. Januar 2022) im Département Charente in der Region Nouvelle-Aquitaine (vor 2016 Poitou-Charentes); sie gehört zum Arrondissement Confolens und zum Kanton Charente-Nord. 

## Geographie
Oradour liegt etwa 36 Kilometer nordnordwestlich von Angoulême. Im östlichen Gemeindegebiet verläuft der Fluss Couture.  Nachbargemeinden sind Lupsault im Nordwesten und Norden, Saint-Fraigne im Nordosten und Osten, Aigre im Osten und Südosten, Mons im Süden, Verdille im Südwesten sowie Barbezières im Westen.

## Bevölkerungsentwicklung
| Jahr                       | 1962 | 1968 | 1975 | 1982 | 1990 | 1999 | 2006 | 2019 |
| Einwohner                  | 348  | 296  | 259  | 250  | 225  | 200  | 203  | 152  |
| Quellen: Cassini und INSEE |      |      |      |      |      |      |      |      |

## Sehenswürdigkeiten
- Kirche Saint-Antoine, früheres Priorat, aus dem 11. Jahrhundert
- Menhir La Grosse Pierre
- Schloss Germeville, 1870 erbaut